# Sucursal
Una sucursal es un punto de venta, establecimiento o unidad empresarial situada en distinto lugar que la central de la organización de la cual depende y a la que legalmente pertenece. A diferencia de una subsidiaria, no constituye una entidad legal separada, sino parte de la sociedad a la que representa.
Las sucursales están particularmente extendidas en la banca y otras instituciones financieras, donde la complejidad de los productos requiere que las oficinas locales actúen más como una agencia que como una empresa independiente. Una estructura de sucursal expone a la empresa propietaria a la plena tributación y responsabilidad legal con respecto a las operaciones de la sucursal.
Aunque la palabra «filial» a menudo se usa como sinónimo de sucursal, lo cierto es que, a diferencia de otros idiomas, su significado en español corresponde al de una subsidiaria. Por tanto, sería correcto hablar de una filial/empresa matriz, a diferencia de una sucursal/sede central.

## Tipos de sucursales
Los tipos de sucursales pueden ser:
- Urbanas: Situadas en el casco urbano de una ciudad.
- Rurales: Ubicadas en un entorno rural.
- Industriales: Situada en polígonos o zonas industriales.[5]